# Ahmed Al Maktoum
Ahmed bin Hasher Al Maktoum (Dubai, 31 de dezembro de 1963) é um atirador dos Emirados Árabes Unidos, membro da família real do país.
Em 2004, nos Jogos de Atenas, Al Maktoum conquistou a primeira medalha olímpica de seu país, ao vencer a prova da fossa olímpica dublê. Na mesma edição dos Jogos, foi quarto colocado na fossa olímpica. Quatro anos depois, ficou em 30º na fossa olímpica e em 7º na fossa olímpica dublê.